# Macrorrhyncha atticae
Macrorrhyncha atticae är en tvåvingeart som beskrevs av Olavi Kurina 2004. Macrorrhyncha atticae ingår i släktet Macrorrhyncha och familjen platthornsmyggor.
Artens utbredningsområde är Grekland. Inga underarter finns listade i Catalogue of Life.